# Kathrin Jonkmann
Kathrin Jonkmann (* 1980 in Rheda-Wiedenbrück) ist eine deutsche Psychologin.

## Leben
Von 1999 bis 2005 studierte sie Psychologie an der Justus-Liebig-Universität Gießen und der Humboldt-Universität zu Berlin. 2004 machte sie ein Forschungspraktikum beim Educational Testing Service. Von 2006 bis 2008 war sie wissenschaftliche Mitarbeiterin im Forschungsbereich Erziehungswissenschaft und Bildungssysteme am Max-Planck-Institut für Bildungsforschung und Predoctoral Research Fellow der International Max Planck Research School "The Life Course: Evolutionary and Ontogenetic Dynamics (LIFE)". 2009 erhielt sie den Doktorgrad (Dr. phil.) im Fach Psychologie an der FU Berlin (Betreuer: Ulrich Trautwein und Oliver Lüdtke Gutachter: Bettina Hannover und Jürgen Baumert). Von 2009 bis 2010 war sie wissenschaftliche Mitarbeiterin im Forschungsbereich Erziehungswissenschaft und Bildungssysteme am Max-Planck-Institut für Bildungsforschung. Von 2010 bis 2014 lehrte sie als Juniorprofessorin für Empirische Bildungsforschung an der Universität Tübingen. Seit April 2014 lehrt sie als Universitätsprofessorin an der Fernuniversität in Hagen und leitet das Lehrgebiet Bildungspsychologie.
Ihre Forschungsschwerpunkte sind schulische und außerschulische Umwelteinflüsse auf die Motivations- und Persönlichkeitsentwicklung in Kindheit und jungem Erwachsenenalter, institutionelle und personale Einflussfaktoren auf die Kompetenzentwicklung in der Fremdsprache Englisch und Effektivität im Bildungssystem.

## Schriften (Auswahl)
- Soziale Dynamik im Klassenzimmer. Person- und Kontextperspektiven auf Dominanz und Affiliation in der Adoleszenz. Berlin 2009.